# Xanthopimpla mucronata
Xanthopimpla mucronata är en stekelart som beskrevs av Krieger 1914. Xanthopimpla mucronata ingår i släktet Xanthopimpla och familjen brokparasitsteklar. Inga underarter finns listade i Catalogue of Life.